# World Professional Darts Championship 2006
De Lakeside World Professional Darts Championship 2006 was de 29e editie van het internationale dartstoernooi World Professional Darts Championship en werd gehouden van 7 januari 2006 tot en met 15 januari 2006 in het Engelse Frimley Green. De World Professional Darts Championship kan worden gezien als het wereldkampioenschap voor de British Darts Organisation, BDO, een van de twee toonaangevende dartsbonden in de wereld. Hierdoor is dit toernooi het belangrijkste toernooi dat onderdeel uitmaakt van diezelfde BDO.

## Prijzengeld

### Mannen
Het totale prijzengeld bedroeg £211.000 (plus £52.000 voor een 9-darter (niet gewonnen)) en was als volgt verdeeld:
| Plaats        | Prijzengeld |
| ------------- | ----------- |
| Winnaar       | £60.000     |
| Runner-up     | £25.000     |
| Halvefinalist | £11.000     |
| Kwartfinalist | £6.000      |
| 2e ronde      | £4.250      |
| 1e ronde      | £2.750      |

Degene met de hoogste check-out (uitgooi) kreeg £2.000:
- 161 - Martin Adams £667
- 161 - Mervyn King £667
- 161 - Paul Hanvidge £667

### Vrouwen
Het totale prijzengeld bedroeg £12.000 (plus £52.000 voor een 9-darter (niet gewonnen)) en was als volgt verdeeld:
| Plaats        | Prijzengeld |
| ------------- | ----------- |
| Winnaar       | £6.000      |
| Runner-up     | £2.000      |
| Halvefinalist | £1.000      |
| Kwartfinalist | £500        |

## Verslag

### Eerste ronde
Het toernooi stond vanaf het begin af aan in het teken van de mogelijke vijfde titel van Raymond van Barneveld. Hiermee zou hij de legendarische Eric Bristow kunnen evenaren. Van Barneveld startte echter niet overtuigend, maar wist zich wel via Brian Sørensen voor de tweede ronde te plaatsen. In de ronden daarna bleef Van Barneveld kwakkelen, voornamelijk met zijn dubbels, maar wist hij wel steeds de volgende ronde te bereiken, met een finaleplaats als gevolg.
De Lakeside begon echter met enkele verrassingen. Zo werden op de eerste dag al direct twee geplaatste spelers het slachtoffer van enkele ongeplaatste spelers. Tony Eccles kon het in de openingswedstrijd niet winnen van Per Laursen, terwijl Albertino Essers voormalig winnaar Ted Hankey de voet dwars zette. Ook de levende legende Andy Fordham overleefde de eerste ronde niet. Hij had al een matig voorseizoen, maar kon ook in Frimley Green niet overtuigen en werd verslagen door Simon Whitlock. Het hoogste gemiddelde in de eerste ronde werd gegooid door Mike Veitch die Fin Ulf Ceder versloeg. Ten slotte maakte de dartswereld kennis met een nieuw Nederlands talent. Jelle Klaasen wist Dennis Harbour te verslaan, nadat hij eerst met 2-0 in sets achter stond.

### Tweede ronde
In de tweede ronde wisten vrijwel alle favorieten hun wedstrijden te winnen. Toch waren er twee wedstrijden waarvan de uitkomst op voorhand niet door veel mensen was voorspeld. Simon Whitlock gaf een voorsprong in sets weg tegen de Schot Paul Hanvidge die in de eerste ronde nog Co Stompé uitschakelde. Jelle Klaasen wist in de tweede ronde te winnen van de nummer 1 van de wereld, Mervyn King.

### Kwartfinale
In de kwartfinale trad Jelle Klaasen aan tegen Paul Hogan die reeds Albertino Essers en Mareno Michels had verslagen. Klaasen kwam al snel op een 4-1-voorsprong, maar liet Hogan uiteindelijk toch terugkomen tot 4-4. De beslissende set werd echter gewonnen door Klaasen en kwam zo in de halve finale. Shaun Greatbatch overleefde voor het eerst in vijf jaar de eerste ronde van de Lakeside en wist nu door te dringen tot de halve finale omdat hij in de kwartfinale te sterk was voor Paul Hanvidge. De Engels-Schotse derby tussen Martin Adams en Mike Veitch werd beslist door de Engelsman die daarmee in de halve finale mocht aantreden tegen Raymond van Barneveld, die op zijn beurt Tony O'Shea wist te verslaan.

### Halve finale
Jelle Klaasen was ondertussen de vierde Nederlander ooit die de halve finale op de Lakeside heeft weten te bereiken. In een korte periode bouwde hij een schare fans op en er werd zelfs al gesuggereerd dat hij weleens het toernooi kan winnen. Raymond van Barneveld was nog altijd in de race om zijn vijfde Lakeside-toernooi te winnen. In een herhaling van de finale van 2005 kwam Van Barneveld tot eenzelfde score als een jaar daarvoor in de finale en kwam hij niet in de problemen. Klaasen nam het vervolgens op tegen Shaun Greatbatch. Beiden maakten een voor hen tot dan toe zeer succesvol toernooi mee en beiden hadden niets te verliezen. Dankzij de ervaring was Greatbatch favoriet, echter de bookmakers dachten daar anders over. Klaasen begon voortvarend en overblufte Greatbatch in de eerste set met 3-0. Daarna nam de Engelsman het heft in handen en nam hij een 3-1 voorsprong en leek hij op weg naar een 4-1 tussenstand met de pauze. Klaasen bracht echter de ruststand op 3-2. Na de onderbreking was Klaasen op zijn best en had Greatbatch nauwelijks nog iets te vertellen. Hij won dan ook geen set meer en de allereerste compleet Nederlandse finale was een feit.

### Finale
In de finale liep Jelle Klaasen uit tot 2-0. Daarna kwam Van Barneveld terug tot 2-2. Klaasen nam vervolgens een 3-2 voorsprong, maar toen de pauze aanbrak was de stand 3-3. Na de onderbreking nam Van Barneveld voor het eerst in de wedstrijd de leiding in sets. Klaasen bracht een set later de stand weer op 4-4 en ging door naar een 5-4 voorsprong, waarna het even later weer gelijk was. Op dat moment kwam Klaasen in een fase waarin hij weinig meer miste en Van Barneveld meer en meer problemen op zijn dubbels kreeg. Waar Van Barneveld faalde, strafte Klaasen dat direct af door leg na leg te winnen en Van Barneveld mompelend op zichzelf achter te laten. Bij een 6-5 voorsprong won Klaasen de twaalfde set met twee finishes boven de 100 punten, en was zodoende na Raymond van Barneveld de tweede Nederlander in de historie die de Lakeside wist te winnen. Ook was hij de tweede kwalificant die dit wist te bereiken en was hij hiermee de jongste winnaar van het toernooi aller tijden.
Bij de dames ging de finale net zoals enkele keren daarvoor tussen Trina Gulliver en Francis Hoenselaar. Trina Gulliver had al sinds de eerste keer dat de dames mee mochten doen (sinds 2001) alle edities van de Lakeside gewonnen en was zodoende nog altijd ongeslagen, totdat ze in deze finale terechtkwam. Hoenselaar daarentegen bereikte in veel van de vorige jaren eveneens de finale, waarin ze dan uiteindelijk het onderspit dolf tegen Gulliver. Ondanks een goed begin waar Hoenselaar enkele darts kreeg om de eerste set (die Gulliver begonnen was) te winnen, behield Gulliver de set en wist ze eveneens de tweede set te winnen, waarmee ze haar zesde Lakeside-titel veroverde.

## Alle wedstrijden

### Mannen

#### Eerste ronde (best of 5 sets)
| Jelle Klaasen         | Nederland | - | Dennis Harbour        | Engeland   | 3 - 2 |
| Mervyn King           | Engeland  | - | Brian Woods           | Engeland   | 3 - 0 |
| Mareno Michels        | Nederland | - | Paul Hogan            | Engeland   | 0 - 3 |
| Ted Hankey            | Engeland  | - | Albertino Essers      | Nederland  | 1 - 3 |
| Shaun Greatbatch      | Engeland  | - | Niels de Ruiter       | Nederland  | 3 - 2 |
| Tony Eccles           | Engeland  | - | Per Laursen           | Denemarken | 2 - 3 |
| Co Stompé             | Nederland | - | Paul Hanvidge         | Schotland  | 1 - 3 |
| Simon Whitlock        | Australië | - | Andy Fordham          | Engeland   | 3 - 0 |
| Martin Atkins         | Engeland  | - | Gerald Porter         | Ierland    | 3 - 0 |
| Martin Adams          | Engeland  | - | Darryl Fitton         | Engeland   | 3 - 1 |
| Ulf Ceder             | Finland   | - | Mike Veitch           | Schotland  | 1 - 3 |
| John Walton           | Engeland  | - | Stephen Roberts       | Engeland   | 0 - 3 |
| Ross Montgomery       | Schotland | - | Vincent van der Voort | Nederland  | 1 - 3 |
| Tony O'Shea           | Engeland  | - | Tony West             | Engeland   | 3 - 1 |
| Gary Robson           | Engeland  | - | Gary Anderson         | Schotland  | 1 - 3 |
| Raymond van Barneveld | Nederland | - | Brian Sørensen        | Denemarken | 3 - 0 |

#### Tweede ronde (best of 7 sets)
| Jelle Klaasen         | Nederland | - | Mervyn King           | Engeland   | 4 - 2 |
| Paul Hogan            | Engeland  | - | Albertino Essers      | Nederland  | 4 - 2 |
| Shaun Greatbatch      | Engeland  | - | Per Laursen           | Denemarken | 4 - 2 |
| Paul Hanvidge         | Schotland | - | Simon Whitlock        | Australië  | 4 - 2 |
| Martin Atkins         | Engeland  | - | Martin Adams          | Engeland   | 3 - 4 |
| Mike Veitch           | Schotland | - | Stephen Roberts       | Engeland   | 4 - 3 |
| Vincent van der Voort | Nederland | - | Tony O'Shea           | Engeland   | 0 - 4 |
| Gary Anderson         | Schotland | - | Raymond van Barneveld | Nederland  | 1 - 4 |

#### Kwartfinale (best of 9 sets)
| Jelle Klaasen    | Nederland | - | Paul Hogan            | Engeland  | 5 - 4 |
| Shaun Greatbatch | Engeland  | - | Paul Hanvidge         | Schotland | 5 - 3 |
| Martin Adams     | Engeland  | - | Mike Veitch           | Schotland | 5 - 2 |
| Tony O'Shea      | Engeland  | - | Raymond van Barneveld | Nederland | 3 - 5 |

#### Halve finale (best of 11 sets)
| Jelle Klaasen | Nederland | - | Shaun Greatbatch      | Engeland  | 6 - 3 |
| Martin Adams  | Engeland  | - | Raymond van Barneveld | Nederland | 2 - 6 |

#### Finale (best of 13 sets)
| Jelle Klaasen | Nederland | - | Raymond van Barneveld | Nederland | 7 - 5 |

### Vrouwen

#### Kwartfinale (best of 3 sets)
| Clare Bywaters     | Engeland  | - | Sabine Beutler | Zwitserland | 2 - 0 |
| Trina Gulliver     | Engeland  | - | Karen Littler  | Engeland    | 2 - 0 |
| Francis Hoenselaar | Nederland | - | Karen Lawman   | Engeland    | 2 - 0 |
| Karin Krappen      | Nederland | - | Jan Robbins    | Wales       | 0 - 2 |

#### Halve finale (best of 3 sets)
| Clare Bywaters     | Engeland  | - | Trina Gulliver | Engeland | 0 - 2 |
| Francis Hoenselaar | Nederland | - | Jan Robbins    | Wales    | 2 - 0 |

#### Finale (best of 3 sets)
| Trina Gulliver | Engeland | - | Francis Hoenselaar | Nederland | 2 - 0 |

World Cup Darts (WDF)

1977 · 1979 · 1981 · 1983 · 1985 · 1987 · 1989 · 1991 · 1993 · 1995 · 1997 · 1999 · 2001 · 2003 · 2005 · 2007 · 2009 · 2011 · 2013 · 2015 · 2017 · 2019 · 2021 · 2023
World Darts Championship (BDO)

1978 · 1979 · 1980 · 1981 · 1982 · 1983 · 1984 · 1985 · 1986 · 1987 · 1988 · 1989 · 1990 · 1991 · 1992 · 1993 · 1994 · 1995 · 1996 · 1997 · 1998 · 1999 · 2000 · 2001 · 2002 · 2003 · 2004 · 2005 · 2006 · 2007 · 2008 · 2009 · 2010 · 2011 · 2012 · 2013 · 2014 · 2015 · 2016 · 2017 · 2018 · 2019 · 2020
World Darts Championship (PDC)

1994 · 1995 · 1996 · 1997 · 1998 · 1999 · 2000 · 2001 · 2002 · 2003 · 2004 · 2005 · 2006 · 2007 · 2008 · 2009 · 2010 · 2011 · 2012 · 2013 · 2014 · 2015 · 2016 · 2017 · 2018 · 2019 · 2020 · 2021 · 2022 · 2023 · 2024 · 2025
World Darts Championship (WDF)

2022 · 2023 · 2024
World Seniors Darts Championship (WSDT)

2022 · 2023 · 2024 · 2025